# Reacciona
Reacciona és un assaig polític i social de 176 pàgines publicat el 13 d'abril de 2011, coordinat per Rosa María Artal (que també hi escriu un capítol) i escrit en castellà per José Luis Sampedro Saez, Baltasar Garzón, Federico Mayor Zaragoza, Javier Pérez de Albéniz, Javier López Facal, Carlos Martínez Alonso, Ignacio Escolar, Àngels Martínez i Castells, Juan Torres López i Lourdes Lucía.
L'economista barceloní José Luis Sampedro va néixer l'any 1917, igual que Stéphane Hessel, autor a França del pamflet de dinou pàgines Indigneu-vos!. Sampedro va escriure el pròleg d'Indigneu-vos! mentre que Hessel signa el de Reacciona. Reacciona va ser el tercer llibre més venut a Espanya el 2011 al cap de poques setmanes d'aparèixer.
Als diferents articles/capítols del llibre els diferents autors defensen la dignitat, la democràcia i el bé comú, tenen com a objectiu informar a la ciutadania perquè “només un ciutadà informat pot ser responsable i impedir els atropellaments”.